# Salma Frances Mancell-Egala
Salma Frances Mancell-Egala est une juriste, fonctionnaire et diplomate ghanéenne, membre du Nouveau Parti patriotique du Ghana. Elle est depuis 2017 ambassadrice du Ghana en Turquie.  

## Biographie
Elle naît à Kumasi, et fait ses études secondaires à la Achimota High School à Accra, puis s'inscrit à l'université du Ghana, où elle obtient un Bachelor of Law (licence de droit).
Salma Frances Mancell-Egala est juriste de formation et exerce dans différents cabinets à Accra et Kumasi, puis à partir de 1983, elle est directrice exécutive de la Ghana Food Distribution Corporation et de diverses organisations ghanéennes.
Salma Frances Mancell-Egala est nommée ambassadrice du Ghana en Turquie en juillet 2017, par le président Nana Akufo-Addo,,. Elle faisait partie des vingt-deux Ghanéens nommés à la tête de diverses missions diplomatiques internationales ghanéennes.

## Distinctions
Elle reçoit en 2016 le Bishop’s Badge of Honour, remis par l'évêque anglican de Cape Coast, dans la Région du Centre.